# Liste bekannter Mitglieder der Vereinigung der Verfolgten des Naziregimes – Bund der Antifaschistinnen und Antifaschisten
Die Liste enthält bekannte Mitglieder der Vereinigung der Verfolgten des Naziregimes – Bund der Antifaschistinnen und Antifaschisten (VVN-BdA, bis 1971 nur VVN)
- Mumia Abu-Jamal (* 1954), US-amerikanischer Journalist und Bürgerrechtler,[1] in einem umstrittenen Verfahren wegen Mordes verurteilt, Ehrenmitglied[2]
- Josef „Jupp“ Angenfort (1924–2010), KPD[3], DKP-Präsidiumsmitglied, Landessprecher NRW, Mitglied des Bundesausschusses, Ehrenvorsitzender
- Konrad Adenauer (1876–1967), CDU, erster Bundeskanzler der Bundesrepublik Deutschland, Gründungsmitglied[4]
- Herbert Baade (1912–1998), KPD, SPD, von 1959 bis 1979 Vorsitzender des VVN in Hamburg
- Wolfgang Baasch (* 1957), SPD, Lübeck, MdL
- Kurt Bachmann (1909–1997), KPD, Vorsitzender der Deutschen Kommunistischen Partei, Mitgründer der Vereinigung der Verfolgten des Naziregimes
- Ulrike Bahr (* 1964), SPD, Augsburg, MdB
- August Baumgarte (1904–1980), KPD/DKP, Hannover, Politiker, Widerstandskämpfer
- Esther Bejarano (1924–2021), Ehrenvorsitzende, Holocaust-Überlebende
- Fritz Beyling (1909–1963), KPD/SED, Politiker, ab 1947 Landesvorsitzender der VVN Sachsen-Anhalt; von 1951 bis 1953 Generalsekretär der VVN und Vizepräsident der Fédération Internationale des Résistants  (FIR)
- Rosa Bibo (1913–2003), VVN-VdA Westberlin[5]
- Siegfried Bibo, langjähriger Vorsitzender der VVN-VdA Westberlin[6]
- Karin Binder (* 1957), Politikerin (Die Linke)
- Leni Breymaier (* 1960), Gewerkschafterin (ver.di), Politikerin (SPD)
- Eva Bulling-Schröter (* 1956), Landesvorsitzende die Linke Bayern, Ingolstadt, MdB
- Anneliese Buschmann (1906–1999), Mitbegründerin der Partei Freier Demokraten, später FDP
- Emil Carlebach (1914–2001), KPD/DKP, Politiker, VVN-Präsidium
- Hans Coppi junior (* 1942), von 2004 bis 2017 Vorsitzender des Berliner Landesverbandes, ab 2017 Ehrenvorsitzender, Historiker – verwaister Sohn der Widerstandskämpfer der Roten Kapelle Hans und Hilde Coppi
- Ditmar Danelius (1906–1997), KPD/SED, Widerstandskämpfer, 1951–1953 Vorsitzender des Landesverbands Groß-Berlin
- Gerhard Danelius (1913–1978), Politiker, KPD/SED/SEW, Widerstandskämpfer, Vorsitzender der SED in West-Berlin (SEW)
- Alfred Dellheim (1924–2003), Politiker SED, Wirtschaftsfunktionär, von 1992 bis 2003 Vorsitzender des ostdeutschen IVVdN, ab Oktober 2002 Vorsitzender der VVN-Bda, Vizepräsident der Fédération Internationale des Résistants (FIR)
- Lore Diehr (1921–2021), Widerstandskämpferin und Mitbegründerin der Berliner VVN-BdA
- Ludwig Elm (* 1934), SED/PDS, Bundessprecher und Landessprecher Thüringen der VVN-BdA
- Kurt Erlebach (1922–2008), KPD/DKP, Generalsekretär der VVN-BdA
- Heinrich Fink (1935–2020), Vorsitzender der VVN-BdA (2003–2014), anschließend Ehrenvorsitzender[7]
- Peter Franz (* 1941), evangelischer Pfarrer, Autor und langjähriger inoffizieller Mitarbeiter (IM) des Ministeriums für Staatssicherheit (MfS), Vorsitzender der VVN-BdA Weimar
- Sylvia Gabelmann (* 1958), Die Linke, MdB
- Heinz Galinski (1912–1992), bis 1948 2. Vorsitzender der VVN in Berlin
- Hans Gasparitsch (1918–2002), KPD, Mitgründer der VVN in Südwestdeutschland
- Mirko Geiger, SPD, Erster Bevollmächtigter der IG Metall Heidelberg
- Claudia von Gélieu (* 1960), Politikwissenschaftlerin und Frauengeschichtsforscherin
- Ottomar Geschke (1882–1957), KPD/SED, VVN-Vorsitzender 1947–1953
- Peter Gingold (1916–2006), KPD/DKP, Bundessprecher der VVN-BdA
- Albert Goldenstedt (1912–1994), KPD/DKP[8], Landesvorsitzender der VVN-BdA Niedersachsen (1975–1981)
- Kurt Goldstein (1914–2007), KPD/SED, Ehrenvorsitzender der VVN-BdA
- Victor Grossman (* 1928), US-amerikanischer Publizist
- Ernst Grube (* 1932), KPD/DKP, Stellvertretender Vorsitzender der Lagergemeinschaft Dachau, München
- Harald Güller (* 1963), SPD, Augsburg, MdL
- Alfred Haag (1904–1982), langjähriger Vorsitzender der bayerischen VVN-BdA und der „Lagergemeinschaft Dachau“ des ehemaligen KZ Dachau
- Falk Harnack (1913–1991), Regisseur, Drehbuchautor und Widerstandskämpfer, Bundesverdienstkreuz Erster Klasse 1989
- Christian Haß (* 1963), SPD, Berlin, zahlreiche Funktionen auf Landesebene
- Alois Haxpointner (1893–1979), Antifaschist, KPD- und SPD-Mitglied, inhaftiert im KZ Dachau
- Carl Helfrich (1906–1960), erster Chefredakteur der VVN-Zeitung Die Tat
- Emil Henk (1893–1969), Unternehmer, Widerstandskämpfer, Vorsitzender der SPD Heidelberg, Landtagsabgeordneter
- Andreas Herbst (* 1955), Historiker
- Centa Herker-Beimler (1909–2000), Widerstandskämpferin und KPD-Mitglied
- Käthe Hinrichs (1909–1999), KPD/DKP, VVN/BdA
- Ursel Hochmuth (1931–2014), Historikerin, Dokumentarin und Autorin
- Walter Hochmuth (1904–1979), Politiker (KPD), Widerstandskämpfer und Diplomat (DDR), VVN/KdAW
- Hugo Höllenreiner (1933–2015), deutscher Sinto, Zeitzeuge für die Verfolgung der Sinti während der nationalsozialistischen Gewaltherrschaft
- Resi Huber (1920–2000), Friedensaktivistin und Antifaschistin, Mitglied im Kreisvorstand München
- Willy Hundertmark (1907–2002), Mitbegründer der VVN und 1983–1991 Vorsitzender der „Landesvereinigung Bremen“ (danach Ehrenvorsitzender)
- Hans Jennes (1910–1990), Landtagsabgeordneter (KPD), Generalsekretär der VVN
- Victor Klemperer (1881–1960), Professor für Romanistik, Autor u. a. von LTI – Notizbuch eines Philologen (Lingua Tertii Imperii: Sprache des Dritten Reiches)
- Lore Krüger (1914–2009), Widerstandskämpferin, Fotografin und Übersetzerin in der DDR
- Inge Lammel (1924–2015), Musikwissenschaftlerin, Ehrenvorsitzende des Landesverbandes Berlin der VVN-BdA
- Klaus Lederer (* 1974), Die Linke, Kultursenator von Berlin
- Edith Leffmann (1894–1984), jüdische Kinderärztin, Widerstandskämpferin, Mitglied der Résistance, Mitgründerin der VVN in Rheinland-Pfalz
- Fred Löwenberg (1924–2004), Antifaschist und Publizist in der DDR
- Martin Löwenberg (1925–2018), deutscher Widerstandskämpfer gegen den Nationalsozialismus und Verfolgter des Naziregimes, ehemaliger KZ-Häftling und Überlebender des Holocaust
- Pascal Meiser (* 1975), Politiker Die Linke
- Else Merkel (1905–1990), Mitbegründerin der VVN und deutsche Widerstandskämpferin
- Harry Naujoks (1901–1983), Sachsenhausenkomitee
- Werner Pfennig (1937–2008), Vorsitzender VVN-BdA 2002–2008
- Harald Poelchau (1903–1972), Gefängnispfarrer im Widerstand gegen das NS-Regime
- Anna Pröll (1916–2006), kommunistische Widerstandskämpferin gegen das NS-Regime, Bundesverdienstkreuz 2002, als erste Frau 2003 Ehrenbürgerin der Stadt Augsburg
- Paul Oestreich (1878–1959), Reformpädagoge, Vorsitzender VVN in Berlin
- Karl Raddatz (1904–1970), Generalsekretär der VVN in der SBZ und Ko-Geschäftsführer des Interzonensekretariats der VVN
- Heidi Reichinnek (* 1988), Die Linke, MdB
- Florian Ritter (* 1962), SPD, München, MdL
- Maria Röder (1903–1985), Frauenrechtlerin und KPD-Mitglied
- Joseph Cornelius Rossaint (1902–1991), Präsident der VVN 1962–1991
- Ulrich Sander (* 1941), 2005 bis 2020 Bundessprecher der VVN-BdA
- Andrea Schiele, Vorsitzende der VVN-BdA Ulm, Mitglied im Dokumentationszentrum Oberer Kuhberg Ulm e.V.[9]
- Ulrich Schneider (* 1954), Bundessprecher, Generalsekretär der FIR
- Heinz Schröder (1910–1997), langjähriger Vorsitzender der VVN-VdA in West-Berlin
- Trille Schünke-Bettinger (* 1989), Historikerin und ehemals im Berliner Vorstand
- Hans Schwarz (1904–1970), KPÖ, Ko-Geschäftsführer des Interzonensekretariats der VVN
- Ernst Sieber (1916–1994), Widerstandskämpfer in der Roten Kapelle und im NKFD
- Gerda Szepansky (1925–2004), Historikerin und Autorin
- Wolfgang Szepansky (1910–2008), Widerstandskämpfer, Internationales Sachsenhausenkomitee, Vorsitzender der VVN in Westberlin
- Hellmuth von Mücke (1891–1957), Offizier der Kaiserlichen Marine, Aktivist gegen die Wiederaufrüstung Westdeutschlands
- Maria Wachter (1910–2010), KPD, Ehrenvorsitzende des VVN-BdA in NRW
- Fritz Wandel (1898–1956), Politiker (KPD), Gründer und erster Vorsitzender des Reutlinger Kreisverbands der VVN
- Dr. Günter Wehner (* 1932), Historiker
- Harald Weinberg (* 1957), Die Linke, Nürnberg, MdB
- Rolf Weinstock (1920–1952), Vorsitzender des Emmendinger Kreisverbands der VVN
- Anna Wendel (1909–2002), Arbeiterin und Widerstandskämpferin, Delegierte in Berlin
- Hannelore Willbrandt-Sieber-Ploog (1923–2003), Widerstandskämpferin in der Weißen Rose Hamburg
- Jeanette Wolff (1888–1976), SPD-Politikerin, Mitbegründerin der Berliner VVN-BdA und Vorständin
- Lore Wolf (1900–1996), KPD/DKP, nahm an der Gründung der hessischen VVN im Sommer 1946 in Gießen teil
- Max Zimmering (1909–1973), KPD/SED, Landesvorsitzender der VVN-Sachsen 1949 bis 1953